# Anastasis
Anastasis je osmé studiové album australského dua Dead Can Dance. Vydáno bylo v srpnu roku 2012 společností PIAS Recordings. Jde o první album Dead Can Dance po šestnácti letech – to předchozí, které se jmenovalo Spiritchaser, vyšlo roku 1996. Zároveň jde o vůbec první řadovou desku kapely, kterou nevydala společnost 4AD. Deska se umístila na 46. příčce hitparády Billboard 200.

## Seznam skladeb
Autory všech skladeb jsou Brendan Perry a Lisa Gerrardová.
1. Children of the Sun – 7:33
2. Anabasis – 6:50
3. Agape – 6:54
4. Amnesia – 6:36
5. Kiko – 8:01
6. Opium – 5:44
7. Return of the She-King – 7:51
8. All in Good Time – 6:37

## Obsazení
Dead Can Dance
- Brendan Perry
- Lisa Gerrardová

Ostatní
- David Kuckhermann – daf